# Te Hāpua / Sutherland Sound
Der Te Hāpua / Sutherland Sound (Maori Te Hapua) ist ein als Fjord zu bezeichnender Meeresarm auf der Südinsel von Neuseeland.

## Namensherkunft
Benannt wurde der Fjord nach Donald Sutherland, einem gebürtigen Schotten, der sich im Dezember 1877 an den Ufern des Milford Sound/Piopiotahi niedergelassen hatte und am 10. November 1880 die Sutherland Falls und später 1883 den Fjord bei seinen Erkundungen entdeckte.

## Geographie
Der rund 10 km lange Te Hāpua / Sutherland Sound, der sich rund 25 km südwestlich des Milford Sound/Piopiotahi an dem südwestlichen Teil der Westküste der Südinsel befindet, ist vom Aussehen her kein typischer Fjord. Der sich zur Tasmansee hin auf 2,7 km öffnende Teil besitzt eher den Charakter einer rund 2,4 km ins Landesinnere hineinragenden Bucht. Der Abschnitt, der von der rund 70 m breiten und zum Teil verlandeten Engstelle bis zu den beiden Flüssen Dark River und Light River reicht, gleicht eher einem länglichen, bis auf rund 900 m sich verbreitenden See zwischen den Bergen.
Trotz seiner Verlandungen ist der gesamte Te Hāpua / Sutherland Sound den Gezeiten ausgesetzt, wobei das Oberflächenwasser des oberen Teils  zu 47 % aus Salzwasser besteht und ab 4 m Tiefe der Anteil auf 90 % ansteigt. Die gesamte Küstenlänge des Fjords beträgt rund 26 km.

## Meeresschutzgebiet
Der 449 Hektar große seeähnliche Teil des Fjords steht seit 2005 als Te Hapua (Sutherland Sound) Marine Reserve unter Schutz, wurde aber bisher wissenschaftlich noch wenig untersucht und wird auch nur selten besucht.